# Fisiologia cardiovascolare
La fisiologia cardiovascolare è lo studio del sistema circolatorio, in particolare affronta la fisiologia del cuore e dei vasi sanguigni.
Questi argomenti sono talvolta affrontati separatamente, sotto i nomi di fisiologia cardiaca e fisiologia circolatoria. Anche se i diversi aspetti della fisiologia cardiovascolare sono strettamente correlati, l'argomento è ancora di solito suddiviso in diversi temi secondari.

## Cuore
- gittata cardiaca (= frequenza cardiaca × gittata sistolica;
  - gittata sistolica (= volume telediastolico - volume telesistolico);
  - frazione di eiezione (= gittata sistolica / volume telediastolico);
  - effetto inotropo, effetto cronotropo  e effetto dromotropo;
- sistema di conduzione del cuore
  - elettrocardiogramma
  - marker cardiaci
  - potenziale d'azione cardiaco
- legge di Frank-Starling
- diagramma di Wiggers
- piano di Clapeyron

## Regolazione della pressione sanguigna
- barorecettore
- sistema renina-angiotensina-aldosterone
  - renina
  - angiotensina
  - aldosterone
- feedback tubuloglomerulare
- paragangli: corpo aortico, corpo carotideo e cellule dei glomi
- autoregolazione
  - autoregolazione cerebrale

## Emodinamica
Nella maggior parte dei casi, il corpo cerca di mantenere una pressione arteriosa media costante: quando vi fosse un'importante e brusca diminuzione (per esempio in corso di emorragia), il corpo può modificare alcuni parametri cardiaci, le resistenze periferiche totali (soprattutto la vasocostrizione arteriosa) e lo stato inotropo. A sua volta, questo può avere un impatto significativo sulle diverse altre variabili: gittata sistolica, gittata cardiaca, pressione di pulsazione, pressione arteriosa sistemica e pressione venosa centrale.

## Circolazione regionale
| Tipo di circolazione             | % della gittata cardiaca | autoregolazione | perfusione   | Commenti |
| circolazione polmonare           | 100% (deossigenato)      |                 |              | Vasocostrizione in risposta a ipossia |
| circolazione cerebrale           | 15%                      | alto            | ipo-perfuso  | Un volume fisso significa intolleranza all'alta pressione con una minima capacità ad utilizzare la respirazione anaerobica |
| circolazione coronarica          | 5%                       | alto            | ipo-perfuso  | Minima capacità ad utilizzare la respirazione anaerobica. Il flusso sanguigno attraverso l'arteria discendente anteriore è massima durante la diastole (al contrario della circolazione sistemica, che ha il flusso massimo durante la sistole.) |
| circolazione splancnica          | 15%                      | bassa           |              | Il flusso aumenta durante la digestione. |
| circolazione epatica             | 15%                      |                 |              | Parte del sistema venoso portale, così la pressione oncotica è molto bassa |
| circolazione renale              | 25%                      | alto            | iper-perfuso | Mantiene velocità di filtrazione glomerulare |
| circolazione muscolo-scheletrica | 17%                      |                 |              | La perfusione aumenta notevolmente durante l'attività fisica. |
| circolazione cutanea             | 2%                       |                 | iper-perfuso | Cruciale nella termoregolazione. Notevole capacità di usare la respirazione anaerobica. |